# Great Cumbrae
Great Cumbrae (en gaélique écossais Cumaradh Mòr) est une île du Royaume-Uni située en Écosse.
C'est la plus grande des deux îles connues sous le nom cumbraes dans le Firth of Clyde. 

## Géographie
L'île a environ 4 kilomètres de long sur 2 de large et s'élève à une hauteur de 127 mètres au-dessus du niveau de la mer au The Glaid Stone, une grande roche naturelle marquant le plus haut sommet de l’île. Il y a un pilier de triangulation à proximité, et une table d'orientation.
Millport, est la seule ville de l'île, construite autour d'une baie qui constitue toute la côte sud de l'île. La population insulaire habituelle de 1 376 habitants telle qu'elle a été enregistrée par le recensement de 2011, est en légère baisse par rapport au chiffre de 2001 (1 434). La population augmente considérablement pendant la saison touristique estivale en raison de la forte proportion de résidences secondaires.